# 21º Congresso degli Stati Uniti d'America
Il 21º Congresso degli Stati Uniti d'America, formato dal Senato e dalla Camera dei rappresentanti, si è riunito a Washington, D.C. presso il Campidoglio dal 4 marzo 1829 al 4 marzo 1831. Riunitosi durante il primo e il secondo anno della presidenza di Andrew Jackson, questo Congresso ha visto confermato il dominio della maggioranza dei jacksoniani sia al Senato che alla Camera.

## Contesto ed eventi importanti
Con questo Congresso inizia quello che la storiografia e la politologia americana definiscono come la "democrazia jacksoniana", una fase della storia americana segnata dal dominio di Andrew Jackson e dei suoi alleati sul Congresso e sul panorama politico statunitense. La politica divenne definitivamente un "affare pubblico", grazie a giornali, pamphlet, vignette, campagne elettorali, comizi, impegno politico nei partiti e in comitati. La politica del presidente e del suo governo e i lavori del Congresso diventano oggetto del dibattito pubblico, segnando in maniera definitiva il sistema politico americano futuro.
Ma il Congresso fu anche segnato da una serie di scelte politiche e legislative che costituiscono una delle pagine più nere della storia statunitense. Oltre al continuo conflitto riguardante la sussistenza o meno del diritto, da parte degli stati, di acconsentire l'utilizzo di manodopera servile, un altro tema si impose al Congresso. Il bisogno di nuove terre da parte di quel settore della società che aveva più capitali da investire (i ricchi proprietari terrieri del Sud, ma non solo) convinse il Congresso e Jackson ad emanare l'Indian Removal Act, con il quale si cominciò a deportare forzatamente le tribù indiane che risiedevano nel sudest del paese verso le terre ad ovest del fiume Mississippi, nell'odierno Oklahoma. A partire dal 1831, circa 60.000 Cherokee, Creek, Seminole, Chickasaw e Choctaw furono costretti a lasciare le loro terre d'origine e a intraprendere un viaggio fatto di sofferenze infinite tra fame, malattie e fatica del viaggio (il "sentiero di lacrime", come viene definito oggi). Si stima che circa 13.000 furono le vittime di questa deportazione..

### Cronologia
- 4 marzo 1829 - Andrew Jackson presta giuramento e diventa ufficialmente il 7º presidente della storia degli Stati Uniti.
- 1º giugno 1829 - A Filadelfia viene pubblicato per la prima volta il The Pennsylvania Inquirer. Ancora oggi è il quotidiano più importante della città, con il nome di The Philadelphia Inquirer.
- 27 giugno 1829 - Muore James Smithson, chimico mineralogista britannico che nel suo testamento indica di voler donare 100.000 sterline "agli Stati Uniti d'America, per finanziare a Washington, con il nome di Smithsonian Institution, una Fondazione dedita all'accrescimento e alla diffusione della conoscenza a tutti gli uomini". Nasce così lo Smithsonian Institution, un ente amministrato dal governo federale che gestisce ad oggi 19 musei, 21 librerie e 9 istituti di ricerca su tutto il territorio statunitense.
- 23 luglio 1829 - William Austin Burt deposita il brevetto del suo tipografo, il progenitore della macchina per scrivere.
- 1º agosto 1829 - Il Georgia Journal pubblica un articolo nel quale dà notizia della scoperta di due giacimenti d'oro nella contea di Habersham, in Georgia. È la prima notizia certa della corsa all'oro nella Georgia.
- 19-27 gennaio 1830 - Al Senato si svolge un dibattito che ha grande risonanza tra l'opinione pubblica tra i senatori Daniel Webster (Massachusetts) e Robert Y. Hayne (Carolina del Sud) sul grande tema dei rapporti tra legislazione federale e legislazione dei singoli stati.
- 12 marzo 1830 - La Corte suprema degli Stati Uniti emana la sentenza Craig v. Missouri, con la quale dichiara incostituzionale l'emanazione di certificati di debito emessi dai singoli stati.
- 28 maggio 1830 - Il Congresso approva l'Indian Removal Act, con il quale si consente al presidente Jackson di trattare con le tribù native presenti la cessione delle loro terre e il loro trasferimento ad ovest del fiume Mississippi. La legge consente in pratica una vera e propria deportazione forzata.
- 27 settembre 1830 - Con il trattato di Dancing Rabbit Creek, i Choctaw acconsentono volontariamente al loro trasferimento secondo l'Indian Removal Act.
- 1º gennaio 1831 - William Lloyd Garrison pubblica a Boston il primo numero del settimanale abolizionista The Liberator. Il giornale uscirà costantemente fino al 1866.

## Atti legislativi approvati più importanti
- 28 maggio 1830: Indian Removal Act, 4 Stat. 411, ch. 148 (An Act to provide for an exchange of lands with the Indians residing in any of the states or territories, and for their removal west of the river Mississippi) - La legge (già da tempo caldeggiata dallo stato della Georgia e appoggiata dallo stesso presidente Jackson) consente allo stesso presidente di trattare con gli indiani presenti in territorio statunitense il loro trasferimento forzato ad ovest del fiume Mississippi. La legge fu poi a più riprese riconfermata fino al 1841, con la presidenza di Martin Van Buren.

## Trattati ratificati
24 febbraio 1831 - Il Congresso ratifica il trattato di Dancing Rabbit Creek che gli Stati Uniti conclusero con la tribù dei Choctaw. Con il trattato i Choctaw cedono circa 11 milioni di acri di terra (in quello che ora è il Mississippi) in cambio di 15 milioni di acri oltre il fiume Mississippi, nel Territorio Indiano (che corrisponde più o meno all'odierno Oklahoma).

## Partiti

### Senato
|                             | Partiti         | Partiti    |      | Totali | Vacanti |
| --------------------------- | --------------- | ---------- | ---- | ------ | ------- |
|                             |                 |            |      | Totali | Vacanti |
| Anti-jacksoniani (Anti-J)   | Jacksoniani (J) | Altri (Al) |      | Totali | Vacanti |
| Congresso precedente        | 21              | 27         | 0    | 48     | 0       |
|                             |                 |            |      |        |         |
| Inizio                      | 22              | 26         | 0    | 48     | 0       |
| Fine                        | 22              | 25         | 0    | 47     | 1       |
| % Fine                      | 46,8%           | 53,2%      | 0,0% |        |         |
|                             |                 |            |      |        |         |
| Inizio Congresso successivo | 21              | 24         | 2    | 48     | 0       |

### Camera dei rappresentanti
|                             | Partiti             | Partiti         | Partiti    |      | Totali | Vacanti |
| --------------------------- | ------------------- | --------------- | ---------- | ---- | ------ | ------- |
|                             |                     |                 |            |      | Totali | Vacanti |
| Anti-jacksoniani (Anti-J)   | Anti-massonico (AM) | Jacksoniani (J) | Altri (Al) |      | Totali | Vacanti |
| Congresso precedente        | 101                 | 0               | 111        | 0    | 212    | 1       |
|                             |                     |                 |            |      |        |         |
| Inizio                      | 72                  | 4               | 133        | 0    | 209    | 4       |
| Fine                        | 72                  | 5               | 135        | 0    | 212    | 1       |
| % Fine                      | 34,0%               | 2,4%            | 63,7%      | 0,0% |        |         |
|                             |                     |                 |            |      |        |         |
| Inizio Congresso successivo | 64                  | 16              | 128        | 4    | 212    | 1       |

## Leadership

### Senato
- Il presidente del Senato John C. Calhoun.Presidente: John C. Calhoun (J)

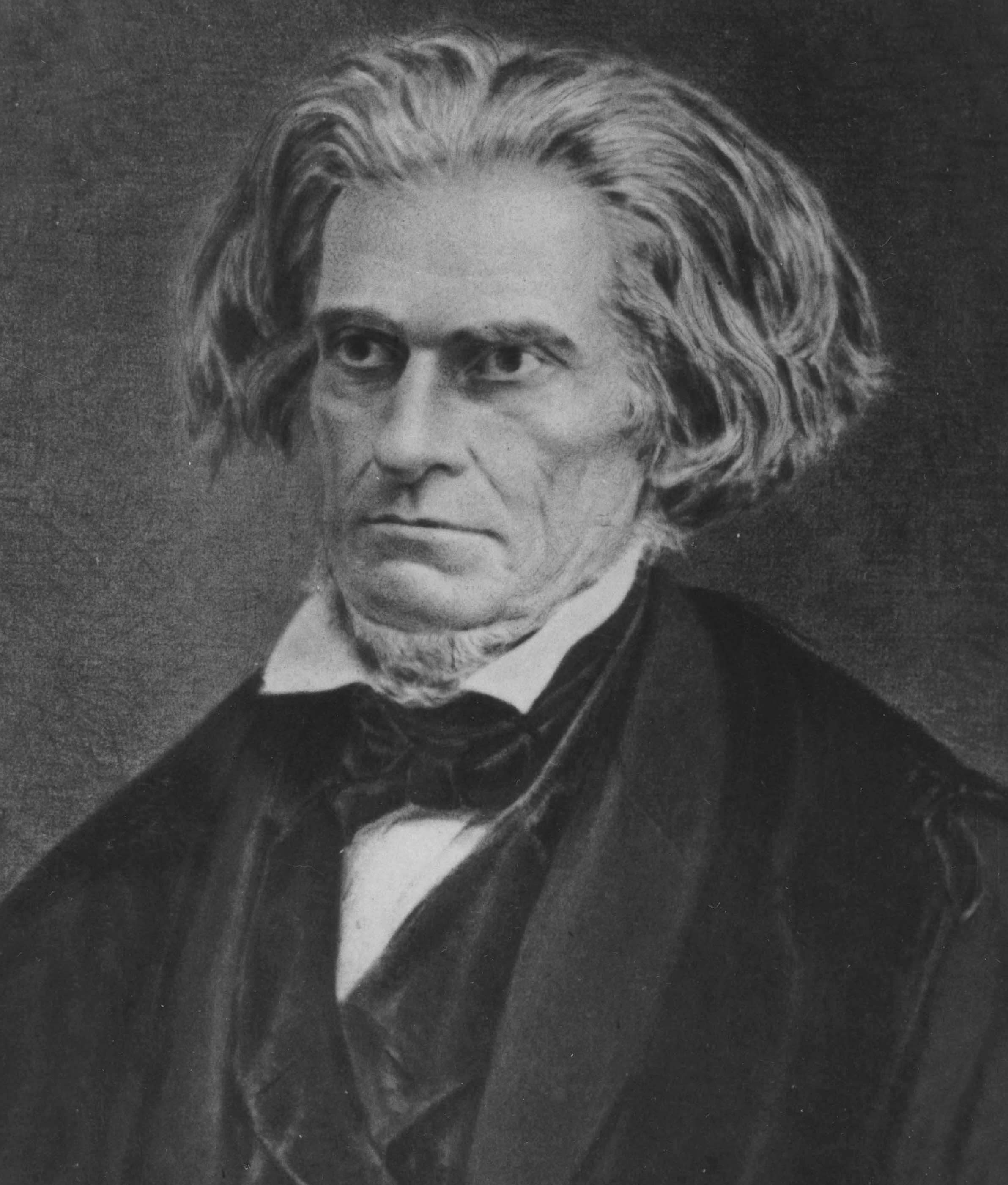
Il presidente del Senato John C. Calhoun.

- Presidente pro tempore: Samuel Smith (J)

### Camera dei rappresentanti
- Speaker: Andrew Stevenson (J)

## Membri

### Senato

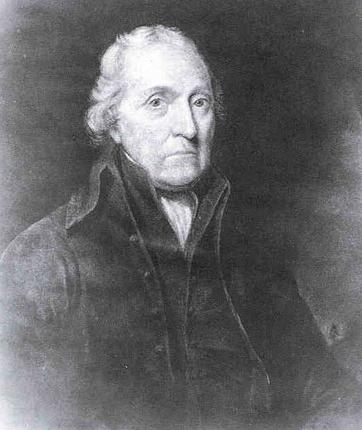
Il presidente del Senato pro tempore Samuel Smith.

I senatori sono eletti ogni due anni e ad ogni Congresso ne viene rinnovato un terzo. Prima del nome di ogni senatore viene indicata la "classe", ovvero il ciclo di elezioni in cui è stato eletto. Per il 21º Congresso furono sottoposti ad elezione i senatori di classe 2.
Alabama
- 2. William R. King (J)
- 3. John McKinley (J)

Carolina del Nord
- 2. John Branch (J), fino al 9 marzo 1829
  - Bedford Brown (J), dal 9 dicembre 1829
- 3. James Iredell, Jr. (J)

Carolina del Sud
- 2. Robert Y. Hayne (J)
- 3. William Smith (J)

Connecticut
- 1. Samuel A. Foote (Anti-J)
- 3. Calvin Willey (Anti-J)

Delaware
- 1. Louis McLane (J), fino al 16 aprile 1829
  - Arnold Naudain (Anti-J), dal 7 gennaio 1830
- 2. John M. Clayton (Anti-J)

Georgia
- 2. George M. Troup (J)
- 3. John MacPherson Berrien (J), fino al 9 marzo 1829
  - John Forsyth (J), dal 9 novembre 1829

Illinois
- 2. John McLean (J), fino al 14 ottobre 1830
  - David J. Baker (J), dal 12 novembre 1830 all'11 dicembre 1830
  - John M. Robinson (J), dall'11 dicembre 1830
- 3. Elias K. Kane (J)

Indiana
- 1. James Noble (Anti-J), fino al 26 febbraio 1831
  - seggio vacante, dal 26 febbraio 1831
- 3. William Hendricks (Anti-J)

Kentucky
- 2. George M. Bibb (J)
- 3. John Rowan (J)

Louisiana
- 2. Edward Livingston (J)
- 3. Josiah S. Johnston (Anti-J)

Maine
- 1. John Holmes (Anti-J)
- 2. Peleg Sprague (Anti-J)

Maryland
- 1. Samuel Smith (J)
- 3. Ezekiel F. Chambers (Anti-J)

Massachusetts
- 1. Daniel Webster (Anti-J)
- 2. Nathaniel Silsbee (Anti-J)

Mississippi
- 1. Powhatan Ellis (J)
- 2. Thomas B. Reed (J), fino al 26 novembre 1829
  - Robert H. Adams (J), dal 6 gennaio 1830 al 2 luglio 1830
  - George Poindexter (J), dal 15 ottobre 1830

Missouri
- 1. Thomas H. Benton (J)
- 3. David Barton (Anti-J)

New Hampshire
- 2. Samuel Bell (Anti-J)
- 3. Levi Woodbury (J)

New Jersey
- 1. Mahlon Dickerson (J)
- 2. Theodore Frelinghuysen (Anti-J)

New York
- 1. Charles E. Dudley (J)
- 3. Nathan Sanford (Anti-J)

Ohio
- 1. Benjamin Ruggles (Anti-J)
- 3. Jacob Burnet (A)

Pennsylvania
- 1. Isaac D. Barnard (J)
- 3. William Marks (Anti-J)

Rhode Island
- 1. Asher Robbins (Anti-J)
- 2. Nehemiah R. Knight (Anti-J)

Tennessee
- 1. John Eaton (J), fino al 9 marzo 1829
  - Felix Grundy (J), dal 19 ottobre 1829
- 2. Hugh Lawson White (J)

Vermont
- 1. Horatio Seymour (Anti-J)
- 3. Dudley Chase (Anti-J)

Virginia
- 1. John Tyler (J)
- 2. Littleton W. Tazewell (J)

### Camera dei rappresentanti
Nell'elenco, prima del nome del membro, viene indicato il distretto elettorale di

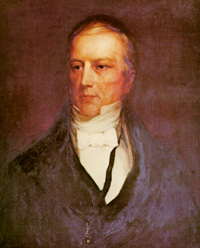
Lo speaker della Camera dei rappresentanti Andrew Stevenson.

provenienza o se quel membro è stato eletto in un collegio unico (at large).
Alabama
- 1. Clement C. Clay (J)
- 2. Robert E.B. Baylor (J)
- 3. Dixon H. Lewis (J)

Carolina del Nord
- 1. William B. Shepard (Anti-J)
- 2. Willis Alston (J)
- 3. Thomas H. Hall (J)
- 4. Jesse Speight (J)
- 5. Gabriel Holmes (J), fino al 26 settembre 1829
  - Edward B. Dudley (J), dal 10 novembre 1829
- 6. Robert Potter (J)
- 7. Edmund Deberry (Anti-J)
- 8. Daniel L. Barringer (J)
- 9. Augustine H. Shepperd (J)
- 10. Abraham Rencher (J)
- 11. Henry W. Connor (J)
- 12. Samuel P. Carson (J)
- 13. Lewis Williams (Anti-J)

Carolina del Sud
- 1. William Drayton (J)
- 2. Robert W. Barnwell (J)
- 3. John Campbell (J)
- 4. William D. Martin (J)
- 5. George McDuffie (J)
- 6. Warren R. Davis (J)
- 7. William T. Nuckolls (J)
- 8. James Blair (J)
- 9. Starling Tucker (J)

Connecticut
- At-large. Noyes Barber (Anti-J)
- At-large. William W. Ellsworth (Anti-J)
- At-large. Jabez W. Huntington (Anti-J)
- At-large. Ralph I. Ingersoll (Anti-J)
- At-large. William L. Storrs (Anti-J)
- At-large. Ebenezer Young (Anti-J)

Delaware
- At-large. Kensey Johns, Jr. (Anti-J)

Georgia
- At-large. Thomas F. Foster (J)
- At-large. Charles E. Haynes (J)
- At-large. Henry G. Lamar (J), dal 7 dicembre 1829
- At-large. Wilson Lumpkin (J)
- At-large. Wiley Thompson (J)
- At-large. James M. Wayne (J)
- At-large. Richard Henry Wilde (J)

Illinois
- At-large. Joseph Duncan (J)

Indiana
- 1. Ratliff Boon (J)
- 2. Jonathan Jennings (A)
- 3. John Test (Anti-J)

Kentucky
- 1. Henry Daniel (J)
- 2. Nicholas D. Coleman (J)
- 3. James Clark (Anti-J)
- 4. Robert P. Letcher (Anti-J)
- 5. Richard M. Johnson (J)
- 6. Joseph Lecompte (J)
- 7. John Kincaid (J)
- 8. Nathan Gaither (J)
- 9. Charles A. Wickliffe (J)
- 10. Joel Yancey (J)
- 11. Thomas Chilton (J)
- 12. Chittenden Lyon (J)

Louisiana
- 1. Edward D. White, Sr. (Anti-J)
- 2. Henry H. Gurley (Anti-J)
- 3. Walter H. Overton (J)

Maine
- 1. Rufus McIntire (J)
- 2. John Anderson (J)
- 3. Joseph F. Wingate (Anti-J)
- 4. George Evans (Anti-J), dal 20 luglio 1829
- 5. James W. Ripley (J), fino al 12 marzo 1830
  - Cornelius Holland (J)
- 6. Leonard Jarvis (J)
- 7. Samuel Butman (Anti-J)

Maryland
- 1. Clement Dorsey (Anti-J)
- 2. Benedict J. Semmes (Anti-J)
- 3. George C. Washington (Anti-J)
- 4. Michael C. Sprigg (J)
- 5. Elias Brown (J)
- 5. Benjamin C. Howard (J)
- 6. George E. Mitchell (J), dal 7 dicembre 1829
- 7. Richard Spencer (J)
- 8. Ephraim K. Wilson (J)

Massachusetts
- 1. Benjamin Gorham (Anti-J)
- 2. Benjamin W. Crowninshield (Anti-J)
- 3. John Varnum (Anti-J)
- 4. Edward Everett (Anti-J)
- 5. John Davis (Anti-J)
- 6. Joseph G. Kendall (Anti-J)
- 7. George J. Grennell, Jr. (Anti-J)
- 8. Isaac C. Bates (Anti-J)
- 9. Henry W. Dwight (Anti-J)
- 10. John Bailey (Anti-J)
- 11. Joseph Richardson (Anti-J)
- 12. James L. Hodges (Anti-J)
- 13. John Reed, Jr. (Anti-J)

Mississippi
- At-large. Thomas Hinds (J)

Missouri
- At-large. Spencer D. Pettis (J)

New Hampshire
- At-large. John Brodhead (J)
- At-large. Thomas Chandler (J)
- At-large. Joseph Hammons (J)
- At-large. Jonathan Harvey (J)
- At-large. Henry Hubbard (J)
- At-large. John W. Weeks (J)

New Jersey
- At-large. Lewis Condict (Anti-J)
- At-large. Richard M. Cooper (Anti-J)
- At-large. Thomas H. Hughes (Anti-J)
- At-large. Isaac Pierson (Anti-J)
- At-large. James F. Randolph (Anti-J)
- At-large. Samuel Swan (A)

New York
- 1. James Lent (J)
- 2. Jacob Crocheron (J)
- 3. Churchill C. Cambreleng (J)
- 3. Gulian C. Verplanck (J)
- 3. Campbell P. White (J)
- 4. Henry B. Cowles (Anti-J)
- 5. Abraham Bockee (J)
- 6. Hector Craig (J), fino al 12 luglio 1830
  - Samuel W. Eager (Anti-J), dal 2 novembre 1830
- 7. Charles G. DeWitt (J)
- 8. James Strong (Anti-J)
- 9. John D. Dickinson (Anti-J)
- 10. Ambrose Spencer (Anti-J)
- 11. Perkins King (J)
- 12. Peter I. Borst (J)
- 13. William G. Angel (J)
- 14. Henry R. Storrs (Anti-J)
- 15. Michael Hoffman (J)
- 16. Benedict Arnold (Anti-J)
- 17. John W. Taylor (Anti-J)
- 18. Henry C. Martindale (Anti-J)
- 19. Isaac Finch (Anti-J)
- 20. Joseph Hawkins (Anti-J)
- 20. George Fisher (Anti-J), fino al 5 febbraio 1830
  - Jonah Sanford (J), dal 3 novembre 1830
- 21. Robert Monell (J), fino al 21 febbraio 1831
  - seggio vacante, dal 21 febbraio 1831
- 22. Thomas Beekman (Anti-J)
- 23. Jonas Earll, Jr. (J)
- 24. Gershom Powers (J)
- 25. Thomas Maxwell (J)
- 26. Jehiel H. Halsey (J)
- 26. Robert S. Rose (Anti-M)
- 27. Timothy Childs (Anti-M)
- 28. John Magee (J)
- 29. Phineas L. Tracy (Anti-M)
- 30. Ebenezer F. Norton (J)

Ohio
- 1. James Findlay (J)
- 2. James Shields (J)
- 3. Joseph H. Crane (Anti-J)
- 4. Joseph Vance (Anti-J)
- 5. William Russell (J)
- 6. William Creighton, Jr. (Anti-J)
- 7. Samuel F. Vinton (Anti-J)
- 8. William Stanbery (J)
- 9. William W. Irvin (J)
- 10. William Kennon, Sr. (J)
- 11. John M. Goodenow (J), fino al 9 aprile 1830
  - Humphrey H. Leavitt (J), fino al 6 dicembre 1830
- 12. John Thomson (J)
- 13. Elisha Whittlesey (Anti-J)
- 14. Mordecai Bartley (Anti-J)

Pennsylvania
- 1. Joel B. Sutherland (J)
- 2. Joseph Hemphill (J)
- 3. Daniel H. Miller (J)
- 4. James Buchanan (J)
- 4. Joshua Evans, Jr. (J)
- 4. George G. Leiper (J)
- 5. John B. Sterigere (J)
- 6. Innis Green (J)
- 7. Joseph Fry, Jr. (J)
- 7. Henry A.P. Muhlenberg (J)
- 8. Samuel D. Ingham (J), fino al marzo 1829
  - Peter Ihrie, Jr. (J), dal 13 ottobre 1829
- 8. George Wolf (J), fino al marzo 1829
  - Samuel A. Smith (J), dal 13 ottobre 1829
- 9. James Ford (J)
- 9. Alem Marr (J)
- 9. Philander Stephens (J)
- 10. Adam King (J)
- 11. Thomas H. Crawford (J)
- 11. William Ramsey (J)
- 12. John Scott (J)
- 13. Chauncey Forward (J)
- 14. Thomas Irwin (J)
- 15. William McCreery (J)
- 16. Harmar Denny (Anti-M), dal 15 dicembre 1829
- 16. John Gilmore (J)
- 17. Richard Coulter (J)
- 18. Thomas H. Sill (Anti-J)

Rhode Island
- At-large. Tristam Burges (Anti-J)
- At-large. Dutee J. Pearce (Anti-J)

Tennessee
- 1. John Blair (J)
- 2. Pryor Lea (J)
- 3. James I. Standifer (J)
- 4. Jacob C. Isacks (J)
- 5. Robert Desha (J)
- 6. James K. Polk (J)
- 7. John Bell (J)
- 8. Cave Johnson (J)
- 9. Davy Crockett (Anti-J)

Vermont
- 1. Jonathan Hunt (Anti-J)
- 2. Rollin C. Mallary (Anti-J)
- 3. Horace Everett (Anti-J)
- 4. Benjamin Swift (Anti-J)
- 5. William Cahoon (Anti-J)

Virginia
- 1. Thomas Newton, Jr. (Anti-J), fino al 9 marzo 1830
  - George Loyall (J), dal 9 marzo 1830
- 2. James Trezvant (J)
- 3. William S. Archer (J)
- 4. Mark Alexander (J)
- 5. Thomas T. Bouldin (J)
- 6. Thomas Davenport (J)
- 7. Nathaniel H. Claiborne (J)
- 8. Richard Coke, Jr. (J)
- 9. Andrew Stevenson (J)
- 10. William C. Rives (J), fino al 17 aprile 1829
  - William F. Gordon (J), dal 25 gennaio 1830
- 11. Philip P. Barbour (J), fino al 15 ottobre 1830
  - John M. Patton (J), dal 25 novembre 1830
- 12. John Roane (J)
- 13. John Taliaferro (Anti-J)
- 14. Charles F. Mercer (Anti-J)
- 15. John S. Barbour (J)
- 16. William Armstrong (Anti-J)
- 17. Robert Allen (J)
- 18. Philip Doddridge (Anti-J)
- 19. William McCoy (J)
- 20. Robert Craig (J)
- 21. Lewis Maxwell (Anti-J)
- 22. Alexander Smyth (J), fino al 17 aprile 1830
  - Joseph Draper (J), dal 6 dicembre 1830

#### Membri non votanti
Territorio dell'Arkansas
- Ambrose H. Sevier

Territorio della Florida
- Joseph M. White

Territorio del Michigan
- John Biddle, fino al 21 febbraio 1831
  - seggio vacante, dal 21 febbraio 1831

## Cambiamenti nella rappresentanza

### Senato
| Stato (classe)        | Membro precedente           | Ragione del cambiamento | Successore              | Data della successione                  |
| --------------------- | --------------------------- | --- | ----------------------- | --------------------------------------- |
| Georgia (3)           | John MacPherson Berrien (J) | Berrien si è dimesso il 9 marzo 1829 per assumere la carica di Procuratore generale. Sono state indette nuove elezioni.              | John Forsyth (J)        | Insediato il 9 novembre 1829            |
| Carolina del Nord (2) | John Branch (J)             | Branch si è dimesso il 9 marzo 1829 per assumere la carica di Segretario della Marina. Sono state indette nuove elezioni.            | Bedford Brown (J)       | Insediato il 9 dicembre 1829            |
| Tennessee (1)         | John Eaton (J)              | Eaton si è dimesso il 9 marzo 1829 per assumere la carica di Segretario alla guerra. Sono state indette nuove elezioni.              | Felix Grundy (J)        | Insediato il 19 ottobre 1829            |
| Delaware (1)          | Louis McLane (J)            | McLane si è dimesso il 29 aprile 1829 per assumere la carica di ambasciatore in Gran Bretagna. Sono state indette nuove elezioni.    | Arnold Naudain (Anti-J) | Insediato il 7 gennaio 1830             |
| Mississippi (2)       | Thomas B. Reed (J)          | Reed è deceduto il 26 novembre 1829. Sono state indette nuove elezioni.                                                              | Robert H. Adams (J)     | Insediato il 6 gennaio 1830             |
| Mississippi (2)       | Robert H. Adams (J)         | Adams è deceduto il 2 luglio 1830. Poindexter è stato nominato senatore al suo posto, per poi essere riconfermato da nuove elezioni. | George Poindexter (J)   | Insediato il 15 ottobre 1830            |
| Illinois (2)          | John McLean (J)             | McLean è deceduto il 14 ottobre 1830. Baker è stato nominato senatore al suo posto.                                                  | David J. Baker (J)      | Nominato ad interim il 12 novembre 1830 |
| Illinois (2)          | David J. Baker (J)          | L'incarico ad interim di Baker è scaduto una volta avvenute nuove elezioni.                                                          | John M. Robinson (J)    | Insediato l'11 dicembre 1830            |
| Indiana (1)           | James Noble (Anti-J)        | Noble è deceduto il 26 febbraio 1831. Il seggio è rimasto vacante.                                                                   | Seggio vacante          |                                         |

### Camera dei rappresentanti
| Stato (classe)                   | Membro precedente           | Ragione del cambiamento | Successore               | Data della successione        |
| -------------------------------- | --------------------------- | --- | ------------------------ | ----------------------------- |
| 6° Maryland                      | Seggio vacante              | Il Maryland ha eletto i suoi rappresentanti il 5 ottobre 1829, quindi dopo l'inizio del Congresso ma prima della prima seduta.                                                                                      | George E. Mitchell (J)   | Insediato il 7 dicembre 1829  |
| At-large Georgia                 | Seggio vacante              | George Gilmer (J) venne spostato dal suo distretto elettorale ed eletto, ma non riuscì ad accettare in tempo la sua carica. Il governatore della Georgia ordinò l'indizione di nuove elezioni.                      | Henry G. Lamar (J)       | Insediato il 7 dicembre 1829  |
| 4° Maine                         | Seggio vacante              | Peleg Sprague si era già dimesso nel precedente Congresso. | George Evans (Anti-J)    | Insediato il 30 luglio 1829   |
| 16° Pennsylvania                 | Seggio vacante              | William Wilkins si è dimesso prima della nomina ufficiale alla carica. | Harmar Denny (Anti-M)    | Insediato il 15 dicembre 1829 |
| 8° Pennsylvania                  | George Wolf (J)             | Wolf si è dimesso nel 1829, prima dell'inizio dei lavori di questo Congresso. | Samuel A. Smith (J)      | Insediato il 13 ottobre 1829  |
| 10° Virginia                     | William C. Rives (J)        | Rives si è dimesso nel 1829. | William F. Gordon (J)    | Insediato il 25 gennaio 1830  |
| 8° Pennsylvania                  | Samuel D. Ingham (J)        | Ingham si è dimesso nel marzo 1829, dopo essere stato nominato Segretario al tesoro. | Peter Ihrie, Jr. (J)     | Insediato il 13 ottobre 1829  |
| 5° Carolina del Nord             | Gabriel Holmes (J)          | Holmes è deceduto il 26 settembre 1829. | Edward B. Dudley (J)     |                               |
| 20° New York                     | George Fisher (Anti-J)      | Le elezioni di Fisher sono state contestate e alle successive elezioni, tenute il 5 febbraio 1830, perse contro Silas Wright, il quale però non riuscì ad assumere la carica per mancanza dei requisiti soggettivi. | Jonah Sanford (J)        | Insediato il 3 novembre 1830  |
| 1° Virginia                      | Thomas Newton, Jr. (Anti-J) | Le elezioni di Newton, Jr. sono state contestate e alle successive elezioni non è riuscito a riconfermarsi nella carica.                                                                                            | George Loyall (J)        | Insediato il 9 marzo 1830     |
| 5° Maine                         | James W. Ripley (J)         | Ripley si è dimesso il 12 marzo 1830. | Cornelius Holland (J)    | Insediato il 6 dicembre 1830  |
| 11° Ohio                         | John M. Goodenow (J)        | Goodenow si è dimesso il 9 aprile 1830, dopo essere stato nominato giudice della Corte suprema dell'Ohio. | Humphrey H. Leavitt (J)  | Insediato il 6 dicembre 1830  |
| 22° Virginia                     | Alexander Smyth (J)         | Smyth è deceduto il 17 aprile 1830. | Joseph Draper (J)        | Insediato il 6 dicembre 1830  |
| 6° New York                      | 6. Hector Craig (J)         | Craig si è dimesso il 12 luglio 1830. | Samuel W. Eager (Anti-J) | Insediato il 2 novembre 1830  |
| 11° Virginia                     | Philip P. Barbour (J)       | Barbour si è dimesso il 15 ottobre 1830, dopo essere stato nominato giudice di distretto in Virginia. | John M. Patton (J)       | Insediato il 25 novembre 1830 |
| 21° New York                     | Robert Monell (J)           | Monell si è dimesso il 21 febbraio 1831. | Seggio vacante           |                               |
| At-large Territorio del Michigan | John Biddle                 | Biddle si è dimesso il 21 febbraio 1831. | Seggio vacante           |                               |

## Comitati
Qui di seguito si elencano i singoli comitati e i presidenti di ognuno (se disponibili).

### Senato
- Accounts of James Monroe (select committee)
- Agriculture
- Amending the Constitution on the Election of the President and Vice President (select committee)
- Audit and Control the Contingent Expenses of the Senate
- Claims
- Commerce
- Distributing Public Revenue Among the States (select committee)
- District of Columbia
- Dueling (select committee)
- Finance
- Foreign Relations
- French Spoilations (select committee)
- Impeachment of James H. Peck (select committee)
- Indian Affairs
- Judiciary
- Manufactures
- Memorial of the Manufacturers Iron (select committee)
- Mileage of Members of Congress (select committee)
- Military Affairs
- Militia
- Naval Affairs
- Nomination of Amos Kendall (select committee)
- Pensions
- Post Office Department (select committee)
- Post Office and Post Roads
- Private Land Claims
- Public Lands
- Roads and Canals (select committee)
- Tariff Regulation (select committee)
- Whole

### Camera dei rappresentanti
- Accounts
- Agriculture
- American Colonization Society (select committee)
- Claims
- Commerce
- District of Columbia
- Elections
- Establishing an Assay Office in the Gold Region (select committee)
- Expenditures in the Navy Department
- Expenditures in the Post Office Department
- Expenditures in the State Department
- Expenditures in the Treasury Department
- Expenditures in the War Department
- Expenditures on Public Buildings
- Foreign Affairs
- Indian Affairs
- Manufactures
- Military Affairs
- Military Pensions
- Naval Affairs
- Post Office and Post Roads
- Public Expenditures
- Public Lands
- Revisal and Unfinished Business
- Revolutionary Claims
- Rules (select committee)
- Standards of Official Conduct
- Territories
- Ways and Means
- Whole

### Comitati bicamerali (Joint)
- Enrolled Bills